# Кантільяна

Кантільяна (ісп. Cantillana) — муніципалітет в Іспанії, у складі автономної спільноти Андалусія, у провінції Севілья. Населення — 10 643 особи (2010).
Муніципалітет розташований на відстані близько 360 км на південний захід від Мадрида, 28 км на північний схід від Севільї.
На території муніципалітету розташовані такі населені пункти: (дані про населення за 2010 рік)
- Кантільяна: 10218 осіб
- Карретера-де-Бренес: 39 осіб
- Ла-Монта: 173 особи
- Естасьйон-де-Феррокарріль: 109 осіб
- Лос-Пахарес: 104 особи

## Демографія
Динаміка населення (INE ):

## Галерея зображень

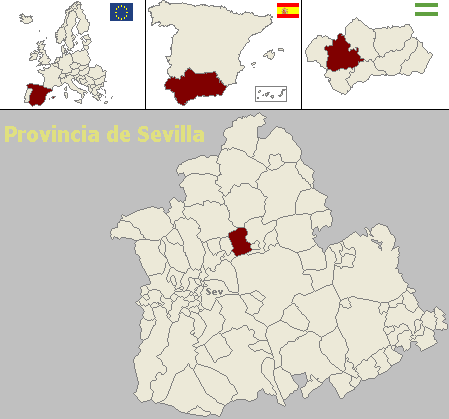
Розташування муніципалітету Кантільяна у провінції Севілья